# 鈴谷 (重巡洋艦)
鈴谷（すずや）は、日本海軍の重巡洋艦。
最上型重巡洋艦（二等巡洋艦最上型）の3番艦である。その艦名は、樺太の鈴谷川から取って名付けられた。
日本海軍の軍艦としては、通報艦（防護巡洋艦）鈴谷（旧ロシア帝国軍艦ノーヴィック）に続いて二代目。
15.5cm砲搭載の二等巡洋艦（軽巡洋艦）として建造され、後に主砲を20cm砲に換装し重巡洋艦となった。日本海軍の書類上の分類は、戦没まで二等巡洋艦（軽巡洋艦）だった。

## 概要
日本海軍は艦齢を重ねた旧式艦の代艦を建造することになり、軽巡の場合は最初に4隻（龍田、天龍、球磨、多摩）を以下4隻（最上、鈴谷、三隈、熊野）と置換することにした。
第四艦隊事件により最上型の船体強度に問題があることが判明したため、船体線図が改正された。そのため1番艦（最上）、2番艦（三隈）とは船体形状に違いがあり、鈴谷型（鈴谷・熊野）と分類されることもあるが、日本海軍の書類上の分類は4隻とも二等巡洋艦最上型である。また、ボイラーは初期2艦（最上、三隈）の重油専焼罐大型8基小型2基・計10基から、重油専焼罐大型8基に変更されている。そのため、第3砲塔と艦橋構造物との間の大型吸気トランクがなく、一番煙突の太さもボイラー減少の分だけ径が細くなっている。
1937年竣工。太平洋戦争開戦時には第七戦隊に所属しており、マレー作戦、蘭印作戦、セイロン沖海戦（通商破壊活動）、ミッドウェー海戦（支援部隊）、第二次ソロモン海戦、南太平洋海戦、第三次ソロモン海戦（ヘンダーソン基地砲撃）、ニュージョージア島の戦い、ラバウル空襲、マリアナ沖海戦、捷号作戦などに参加した。10月25日、サマール島沖追撃戦（レイテ沖海戦）で空襲を受け、酸素魚雷が誘爆、沈没した。

## 艦歴

### 建造経緯
1933年（昭和8年）8月1日に鈴谷と命名。同日附で二等巡洋艦最上型に類別。本艦建造のため、横須賀海軍工廠第二船台で建造中の潜水母艦大鯨（のち空母龍鳳）は建造を急ぐ必要にせまられ、突貫工事の末同年11月16日に進水している。だが当時の日本海軍としては例のない電気溶接を多用し、さらにディーゼルエンジン搭載の大型艦だったため、不具合が続出した。
12月11日、鈴谷は大鯨と同じ船台で起工された。
1934年（昭和9年）11月20日午後3時、昭和天皇臨席の元で進水。他に海軍大臣大角岑生、内務大臣後藤文夫、海軍大将加藤寛治、横須賀鎮守府司令長官末次信正、横須賀海軍工廠長村田豊太郎、博義王他皇族多数が鈴谷進水式に参加した。
昭和天皇即位後の進水式臨席は、重巡妙高に続いて二度目。また天皇が行幸した最後の進水式となった。
同日附で吉田庸光大佐が艤装員長に任命された。
鈴谷進水後の12月3日、同船台ではただちに潜水母艦剣埼（のち空母祥鳳）の建造がはじまり、さらに剣埼進水後は高崎（空母瑞鳳）も建造されている。この第二船台は、4年間で1万トンを超える軍艦4隻（大鯨《龍鳳》、鈴谷、剣埼《祥鳳》、高崎《瑞鳳》）を建造することになった。
12月5日、横須賀海軍工廠に鈴谷艤装員事務所を設置。
1935年（昭和10年）9月下旬、第四艦隊事件が発生し、最上と三隈は船体を損傷、性能改善工事の実施に迫られる。10月10日附で、吉田艤装員長が艦長に補職される。だが第四艦隊事件を受けて最終艤装工事を中断する。
1936年（昭和11年）3月6日、吉田艦長は艤装員長に戻った。鈴谷は横須賀工廠で性能改善にとりかかるが、搭載済みの上部構造物、兵器を外す大工事になった。10月31日、鈴谷は竣工。
なお本艦の就役にあたっては、今村武志樺太庁長官より樺太平野の風景画（油絵）寄贈申し入れがあった。1937年（昭和12年）12月1日、最上型巡洋艦4隻（最上、三隈、鈴谷、熊野）で第七戦隊が編制された。

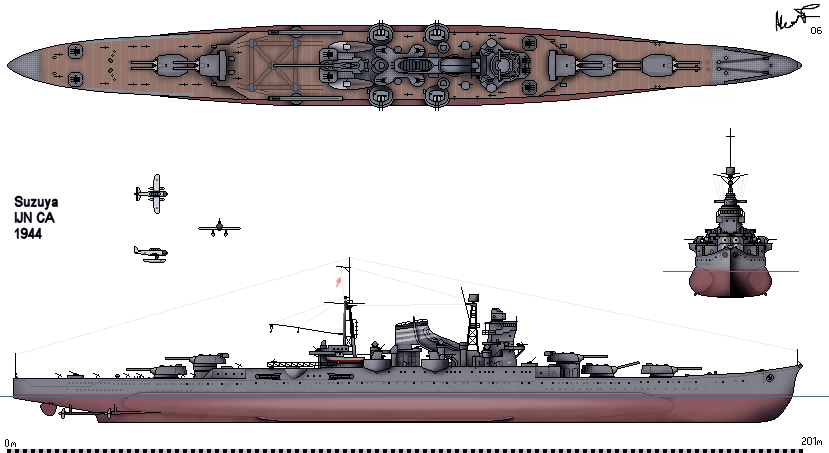
重巡改装後の船体イラスト

1938年（昭和13年）12月15日、鈴谷は主砲換装工事のため予備艦に指定された。1939年（昭和14年）1月、横須賀海軍工廠で、15.5cm主砲を20cm砲に換装する工事がはじまった。9月30日、主砲の工事完了。11月15日、再び第七戦隊に編入した。
1940年（昭和15年）10月11日、第七戦隊と第八戦隊の重巡5隻（熊野、鈴谷、最上、利根、筑摩）は紀元二千六百年特別観艦式に参加した。第七戦隊は1941年（昭和16年）12月8日の太平洋戦争の開戦を、司令官栗田健男少将、第一小隊に熊野、鈴谷、第二小隊に三隈、最上の編制で迎えた。

### 太平洋戦争緒戦
開戦時、第七戦隊は南遣艦隊（司令長官小沢治三郎中将）の指揮下でマレー作戦に従事する。蘭印作戦従事中の1942年（昭和17年）2月下旬、第七戦隊は西部ジャワ攻略部隊（輸送船56隻）と第三護衛隊（指揮官原顕三郎第五水雷戦隊司令官）を支援することになった。2月27日、ABDA艦隊（連合軍艦隊）が出現したため、原司令官は南下攻撃を決意した。しかし栗田司令官は原の指令を無視、第七戦隊と第五水雷戦隊は電文の応酬を繰り広げた。みかねた連合艦隊司令部が仲裁に乗り出す始末であり、このあと栗田少将は鈴谷と熊野をひきいて戦闘海域を離れ適宜行動し、バタビア沖海戦（3月1日）には第2小隊三隈、最上が参加した。前田一郎（当時鈴谷運用長）は第1小隊（熊野、鈴谷）も砲戦・魚雷戦に参加して重巡洋艦ヒューストン(USS Houston, CL/CA-30) を撃沈したと回想している。一方で、三隈航海長は、第2小隊（三隈、最上）が第1小隊と合流した際に、鈴谷（木村艦長）より『ご健闘を祝す。われに敵の配給なく面白くなし』の祝辞があったと回想している。
4月1日より、鈴谷はインド洋作戦の一環として通商破壊作戦に従事。第七戦隊は栗田少将直率の北方部隊（熊野、鈴谷、白雲）、三隈艦長指揮の南方部隊（三隈、最上、天霧）に分割されてベンガル湾で活動し、中央隊（鳥海、由良、龍驤、夕霧、朝霧）と共に商船多数を撃沈した。4月下旬、第七戦隊は第19駆逐隊（綾波、敷波、磯波、浦波）と共に内地へ帰投した。
6月上旬、第七戦隊と第8駆逐隊（朝潮、荒潮）、給油艦日栄丸でミッドウェー攻略部隊支援隊（司令官栗田少将）が編制され、ミッドウェー海戦に参加した。
6月5日-6日、日本海軍は空母4隻（赤城、加賀、蒼龍、飛龍）を喪失。連合艦隊司令部はミッドウェー島のアメリカ軍基地（飛行場）を艦砲射撃で破壊することを企図し、攻略部隊指揮官近藤信竹第二艦隊司令長官は、攻略部隊に砲撃任務を与えた。栗田は命令を受ける前に自発的に七戦隊の位置を報告したが、戦史叢書は『自隊（七戦隊）がこの任を命ぜられるだろうが、艦位が遅れているので不適当であると考え、（栗田は）あらかじめその状況を近藤長官に知らせたのである』と記述している。だが砲撃命令は撤回されず、第七戦隊は35ノットを発揮、朝潮と荒潮を置き去りにしてミッドウェー島に向かった。
6月6日未明、第七戦隊によるミッドウェー島砲撃に中止命令がだされ、4隻は反転退避にうつった。この時、浮上中のアメリカ軍潜水艦タンバー(USS Tambor, SS-198)を回避しようとした単縦陣先頭艦（旗艦熊野）の航海信号が、後続艦（鈴谷、三隈、最上）に誤って伝達される。結果、三番艦（三隈）と四番艦（最上）が衝突。栗田司令官は損傷の大きい最上に3隻（三隈、荒潮、朝潮）の護衛をつけ、第七戦隊第1小隊（熊野、鈴谷）を率いて主力部隊との合流を急いだものの、そのまま行方不明となった。6月6-7日、最上以下4隻はアメリカ軍機動部隊艦載機とミッドウェー基地航空隊の波状攻撃を受け三隈が沈没、3隻（最上、朝潮、荒潮）損傷の被害を出した。
この間、栗田及び第1小隊（熊野、鈴谷）はミッドウェー基地空襲圏外にでるため西方に向けて航行しており、6月7日に近藤信竹攻略部隊指揮官より三隈・最上救援作戦に呼応するよう命じられて、やっと自隊の位置を報告した。戦後、田中（当時熊野艦長）は「(栗田は主力艦隊と)合同すれば、第2小隊(三隈、最上)救援を命ぜられる事を懸念したからだ」と答えている。
6月8日午前4時頃、攻略部隊は損傷艦（最上、朝潮、荒潮）を収容、すると行方不明の第1小隊（熊野、鈴谷）が『まったく思いがけなく反対側の西方』から出現し、攻略部隊に合同した。鈴谷は第8駆逐隊（朝潮、荒潮）より三隈生存者を収容。鈴谷艦長木村昌福大佐は栗田（熊野座乗）の行動について「ミッドウェー作戦ノ戦闘詳報閲読」というメモを書き、心情を顕わにしている。
また当時の前田一郎少佐（当時鈴谷運用長）によれば、三隈・最上衝突事故後の第七戦隊司令官栗田健男中将（熊野座乗）は「我に続け」の信号旗を掲げ、衝突損傷した第2小隊（三隈、最上）をその場に残し西進離脱した。しかし鈴谷の木村艦長は、「我機関故障」と旗艦（熊野）に伝達して意図的に速度を落とし、独断で第2小隊の救助に向かったとされる。三隈生存者の救助後、鈴谷は三隈を魚雷により自沈処分としたという。
大破した最上はトラック泊地で応急修理をおこなったあと内地へ回航され、8月25日をもって第七戦隊から外れた。
6月25日、第七戦隊司令官は西村祥治少将に代わった。鈴谷と熊野はインド洋方面通商破壊作戦「B作戦」に備えて、瀬戸内海で作戦準備を行った。
7月中旬、B作戦が発動された。同作戦参加戦力は第七戦隊（熊野、鈴谷）、第三水雷戦隊（川内、第11駆逐隊、第19駆逐隊、第20駆逐隊）、第2駆逐隊、第15駆逐隊等によって構成されていた。
7月17日、第七戦隊（熊野、鈴谷）、第2駆逐隊（村雨、春雨、五月雨、夕立）、第15駆逐隊（親潮、早潮、黒潮）等と共に内地を出発、7月30日にマレー半島西岸メルギー（en:Myeik, Burma）へ進出した。
同部隊はB作戦機動部隊指揮官原顕三郎少将指揮のもと、中央隊（司令官原少将兼務、十六戦隊、第11駆逐隊）、北方隊（第三水雷戦隊、第11駆逐隊）、南方隊に別れ、七戦隊・2駆・15駆は南方隊に所属していた。
B作戦実施前の8月7日、アメリカ軍はガダルカナル島とフロリダ諸島（ツラギ島）に上陸を開始し、ガダルカナル島の戦いが始まる。メルギー待機中のB作戦参加各隊は、通商破壊作戦を中止してトラック泊地やソロモン諸島へ向かう。

### ガダルカナル島の戦い
1942年（昭和17年）8月22日、第七戦隊は第三艦隊と合流した。第七戦隊の役割は、第十一戦隊（戦艦《比叡、霧島》）や第八戦隊（利根、筑摩）と共に前衛部隊としてアメリカ軍の攻撃を通報・急襲する役目だった。8月24日の第二次ソロモン海戦における機動部隊前衛は、戦局に関与しなかった。
9月、ソロモン諸島で適宜行動。
10月11日、機動部隊前衛はトラック泊地を出撃。
10月13日、熊野で機関故障が続出し、10月18日に第七戦隊旗艦を鈴谷に変更した。20日、熊野は機動部隊前衛から機動部隊本隊に編入され、熊野水偵3機（搭乗員含む）は前衛（第八戦隊《利根、筑摩》、霧島、鈴谷）に派遣された。
10月26日の南太平洋海戦における鈴谷は、第十一戦隊司令官阿部弘毅少将（旗艦比叡）を指揮官とする機動部隊前衛（第十一戦隊《比叡、霧島》、第七戦隊《鈴谷》、第八戦隊《利根、筑摩》、第十戦隊《長良、秋雲、風雲、巻雲、夕雲、浦風、磯風、谷風》）を編成し、アメリカ軍機（空母エンタープライズ、ホーネット艦載機）と交戦した。
前衛部隊に到来したアメリカ軍機の大半は重巡3隻（筑摩、利根、鈴谷）を集中して攻撃して筑摩が大破、駆逐艦2隻（谷風、浦風）に護衛されて避退した。また鈴谷の左右から魚雷が迫ったため長益（鈴谷航海長、前職飛龍航海長）少佐が木村（鈴谷艦長）に判断をあおぐと、木村艦長は「まっすぐいけ」と命じ、これが好判断となって雷撃回避に成功したという。10月30日、第七戦隊はトラック泊地に帰投。
11月2日、損傷した4隻（翔鶴、瑞鳳、筑摩、熊野）は駆逐艦部隊に護衛され、日本本土へ向った。同時に兵力部署の変更が発令され、第七戦隊は外南洋部隊（指揮官三川軍一第八艦隊司令長官）に編入される。
あらたに編入された部隊・艦は11月5日にショートランド諸島（ショートランド泊地）に進出。西村司令官は外南洋部隊支援隊（重巡2隻《鈴谷、摩耶》、軽巡《天龍》、駆逐艦4隻《夕雲、巻雲、風雲、満潮〔のち朝潮に変更〕》）の指揮官となった。支援隊は泊地で飛行場砲撃準備をおこない、重巡2隻（鈴谷、摩耶）は同2隻（鳥海、衣笠）から20cm主砲弾零式弾の補充を受けた。
南太平洋海戦でアメリカ軍機動部隊を撃滅したと信じた日本軍は、ガダルカナル島に対する大規模な輸送作戦と、飛行場基地砲撃を同時に実施することにした。11月12日夜、ガダルカナル島ヘンダーソン飛行場基地砲撃にむかった挺身攻撃隊（指揮官阿部弘毅第十一戦隊司令官）はアメリカ艦隊と交戦、夜戦および夜明け後の空襲により3隻（比叡、夕立、暁）を喪失して飛行場砲撃に失敗した（第三次ソロモン海戦第一夜戦）。これを受けて山本五十六連合艦隊司令長官と三川第八艦隊長官は、支援隊にヘンダーソン飛行場砲撃を、増援部隊（指揮官田中頼三第二水雷戦隊司令官）には14日のガ島到達・物資揚陸命令を出した。11月13日午前5時40分、支援隊（鈴谷、摩耶、天龍、夕雲、風雲、巻雲）および三川軍一長官直率の主隊（鳥海、衣笠、五十鈴、朝潮）はショートランド泊地を出撃した。
同日深夜、重巡2隻（鈴谷、摩耶）はガ島海域に突入して飛行場砲撃を敢行（鈴谷504発、摩耶485発発射）、護衛部隊（天龍、夕雲、巻雲、風雲、朝潮）はアメリカ軍の魚雷艇から七戦隊を護衛した。だが飛行場の機能を奪うことは出来ず（急降下爆撃機1、戦闘機17破壊、戦闘機32機以上損傷）、14日昼間になり主隊と支援隊はニュージョージア島南方海面でエンタープライズ艦載機の空襲をうけた。重巡衣笠が沈没、3隻（鳥海、摩耶、五十鈴）が損傷した。主隊・支援隊は夕刻になりショートランド泊地から再出撃したが、第二夜戦に参加することはなかった。
第三次ソロモン海戦に勝利した連合軍は、11月16日にパプアニューギニアのブナへ上陸作戦を敢行した（ブナとゴナの戦い）。外南洋部隊各艦は急遽ラバウル・ニューギニア方面へ転用されることになり、支援隊（鈴谷、摩耶、天龍、涼風、早潮）はショートランド泊地からニューアイルランド島のカビエンへ移動した。
11月22日、天龍、早潮は支援隊から除かれ、カビエンを去った。
12月2日、支援隊（鈴谷、摩耶、有明、夕暮）はショートランド泊地へ進出し、ガ島へ向かう駆逐艦輸送作戦（第二次ドラム缶輸送作戦、3日〜4日に実施）を支援した。12月4日、輸送任務に従事していた2隻（熊野、谷風）がラバウルに到着。12月6日、支隊と行動を共にしていた2隻（摩耶、春雨）がトラック泊地へ帰投し、第七戦隊旗艦も鈴谷から熊野に変更された。
その後、第七戦隊（熊野、鈴谷）は駆逐艦望月等と共にソロモン諸島での輸送任務や支援行動、ニューアイルランド島のカビエン周辺警戒任務に従事した。また重巡3隻（鳥海、熊野、鈴谷）の水上偵察機がR方面航空部隊に編入され、駆逐艦部隊の上空警戒やガ島基地夜間爆撃に従事した。27日には、2隻（鳥海、望月）がカビエンに到着、西村少将の指揮下に入った。
1943年（昭和18年）1月4日、鈴谷は駆逐艦2隻（電、磯波）に護衛されてカビエンを出発、トラック泊地に向かった。
1月7日、鈴谷は空母瑞鶴、戦艦陸奥、駆逐艦6隻（有明、夕暮、磯波、電、天霧、朝潮）と共にトラックを出発、内地へ向かう。鈴谷と瑞鶴、鈴谷、天霧、有明、夕暮は呉へ向かい、12日に到着した。
2月4日、鈴谷は駆逐艦天津風を率いて呉を出発した。2月10日、トラック泊地到着。2月13日、西村司令官指揮下の4隻（熊野、鳥海、谷風、浦風）がカビエンよりトラック泊地に回航される。
3月中はトラック泊地で待機。3月22日、熊野機関に故障が発生、旗艦は鈴谷に変更された。24日、天津風に警戒されつつ3隻（鈴谷、熊野、浦風）はトラック泊地を出発、豊後水道では駆逐艦萩風と合同し、29日呉に到着した。
4月は呉で待機。

### ソロモン諸島の戦い
第七戦隊が呉で整備待機中の1943年（昭和18年）5月上旬、アメリカ軍は北方アリューシャン列島で反攻作戦を実施。5月12日、アッツ島に上陸を開始した（アッツ島の戦い）。
5月17日、第七戦隊に最上が復帰した。アリューシャン方面の戦いに備えて作戦準備を行うが、アッツ島守備隊が全滅し、第七戦隊は内海西部へ戻った。
6月15日附で第七戦隊は前進部隊（司令官栗田健男中将）に編入し、第三戦隊（金剛、榛名）、空母3隻（龍鳳、大鷹、沖鷹）、軽巡五十鈴、駆逐艦部隊（第7駆逐隊《潮、曙、漣》、雪風、第17駆逐隊《浜風、谷風》、第27駆逐隊《時雨、有明、夕暮》）、涼風、新月、清波と共に横須賀を出港、21日トラック泊地に到着した。
6月23日、鈴谷は熊野、新月、涼風、有明と共にラバウルへの輸送任務を実施、27日トラックへ戻った。
6月30日、連合軍はニュージョージア諸島のレンドバ島に上陸を開始、南東方面の状勢は緊迫化した（ニュージョージア島の戦い）。
7月9日、第七戦隊は南東方面部隊（司令長官草鹿任一中将）の指揮下に入り、外南洋部隊支援隊に編入される。7月10日、鈴谷は熊野、有明、朝凪と共にラバウルに進出した。7月15日、第七戦隊は外南洋部隊夜戦部隊に編入された。7月16日の出撃（熊野、鈴谷、川内、雪風、浜風、夕暮、清波）は空振りに終わった。
7月20日、鈴谷と熊野、鳥海、水雷戦隊（軽巡川内、雪風、浜風、夕暮、清波）は夜戦部隊を編制、輸送部隊（三日月、水無月、松風）と共にラバウルを出撃しコロンバンガラ島へ向かった。
だがPBYカタリナ飛行艇に誘導されたアメリカ軍機の夜間空襲を受け、夕暮と清波が沈没した。熊野が被雷したため、7月21日、旗艦が鈴谷に変更された。7月29日、熊野は修理のためトラックへ回航した。鈴谷は10月上旬までラバウルにとどまったのち、トラック泊地へ戻った。
11月1日、連合軍はラバウルに対する攻勢を強化するため、ブーゲンビル島に飛行場を建設するため上陸作戦を敢行した（ブーゲンビル島の戦い）。この脅威に対処するため、連合艦隊はトラック泊地に待機している第二艦隊や第三艦隊（機動部隊）の艦艇をラバウル方面に派遣することになった。
第七戦隊（鈴谷、最上）は遊撃部隊と共に南東方面部隊に編入。ろ号作戦に協力する。
11月3日朝、遊撃部隊（第四戦隊《愛宕、高雄、摩耶、鳥海》、第七戦隊《鈴谷、最上》、第八戦隊《筑摩》、第二水雷戦隊《能代、早波、玉波、藤波、涼波》）はトラック泊地を出撃。
被弾したタンカー救援のため2隻（鳥海、涼波）を分離した遊撃部隊は、南下中の4日夜、輸送任務に従事する第十四戦隊（那珂、五十鈴）と遭遇する。
11月5日午前6時30分前後、遊撃部隊はラバウルに到着した。同地にはブーゲンビル島沖海戦に参加した連合襲撃隊の一部艦艇（阿賀野、長波、時雨、白露、五月雨、若月）等が待機していた。
遊撃部隊がラバウルに到着してから間もなく、空母サラトガ (USS Saratoga, CV-3) と軽空母プリンストン (USS Princeton, CVL-23) から発進した米海軍艦載機約100機が空襲した（ラバウル空襲）。草鹿任一南東方面艦隊長官は遊撃部隊をトラック泊地におくりかえす事を決定。
摩耶以外の遊撃部隊は駆逐艦部隊（涼波、玉波、島風）等に護衛されて同日夕刻ラバウルを出発、鈴谷は速度のでない最上を島風、玉波と共に援護し、8日昼過ぎトラック泊地に到着した。
11月19日よりアメリカ軍はタラワ島とマキン島に対する空襲を強化し、21日に上陸を開始してマキンの戦いとタラワの戦いが生起する（ギルバート諸島の戦い）。トラック泊地の連合艦隊も対応にせまられ、遊撃部隊（鳥海、鈴谷、熊野、筑摩、能代、早波、藤波、初月、野分、舞風）は南洋方面部隊に編入され、マーシャル諸島に進出した。一種の陽動作戦だったが、圧倒的なアメリカ海軍の戦力と比較すると、遊撃部隊はあまりにも劣勢だった。しばらく待機したが、陸軍部隊のヤルート環礁やミレ環礁への輸送が終わったこと、アメリカ軍が占領したマキンより空襲を受ける危険が高まったことでトラック退避を指示される。
12月3日夜、栗田中将指揮下の重巡4隻（鳥海、筑摩、鈴谷、熊野）、水雷戦隊（能代、早波、藤波、涼月、初月、浜風）はロイ＝ナムル島（ルオット島）を出発。
トラック着後の12月7日、第七戦隊旗艦は鈴谷から熊野に移った。12月25日までトラック泊地で待機した。
その後、カビエンへの輸送任務(戊三号輸送任務)に第一部隊（熊野、鈴谷、谷風、満潮）として参加する。ちなみに、戊一号輸送任務は戦艦大和、駆逐艦2隻（谷風、山雲）による本土からトラック泊地への陸兵輸送任務、戊二号輸送任務は重巡洋艦3隻（妙高、羽黒、利根）・駆逐艦2隻（白露、藤波）によるトラック〜カビエン輸送任務、戊三号輸送任務第二部隊は、軽巡洋艦2隻（能代、大淀）・駆逐艦2隻（秋月、山雲）によるトラック〜カビエン輸送任務である。12月26日、鈴谷は戦艦大和に横付けして陸兵・物資を積載すると、同日夜にトラックを出撃してカビエンに向かう。第一部隊（熊野、鈴谷、谷風、満潮）はアメリカ軍大型爆撃機に発見された事で一旦トラックに避退したのち、再出撃。29日にカビエンに到着し物資揚陸に成功すると、1944年（昭和19年）1月1日にトラック泊地に帰還した。

### 昭和19年の戦い
1944年（昭和19年）1月1日、第七戦隊（熊野、鈴谷、最上）に重巡利根、筑摩が編入した。
1月はトラック泊地に滞在。2月上旬、トラック泊地よりパラオへ移動。17日パラオ発、21日にリンガ泊地着。3月1日、第一機動艦隊の第二艦隊（司令長官栗田健男中将）に編入される。23日、筑摩に将旗が移り、鈴谷は第二小隊3番艦となった。
3月25日、第七戦隊司令官は白石萬隆少将に交代。
5月18日以降、第七戦隊はタウイタウイ泊地に停泊して訓練に従事した。
6月13日、鈴谷は同泊地を出撃し、6月19日のマリアナ沖海戦に参加する。
最上を除く第七戦隊は前衛艦隊（司令長官栗田健男中将、第三航空戦隊・第二艦隊主力）に所属し、さらに第十一群（瑞鳳、大和、熊野、鈴谷、利根、早波、浜波、玉波）を編成して戦闘に臨んだ。
6月19日、小沢機動部隊第一次攻撃隊を誤射。海戦に敗北後、沖縄中城湾で補給したのち、鈴谷と熊野、利根、筑摩、浜風、早霜、秋霜、時雨、五月雨は本土へ回航。6月25日、日本本土に戻る。各艦は対空兵器などを増強した。7月8日、鈴谷は陸軍部隊のシンガポール輸送のため第一戦隊（大和、武蔵）等と共に呉を出撃。16日、シンガポールに到着し、以後はリンガ泊地で訓練に従事した。

### レイテ沖海戦
10月18日、捷一号作戦が発令され、最上を除く第七戦隊は第一遊撃部隊（第二艦隊、司令長官栗田健男中将）第二部隊（司令官鈴木義尾中将）に所属した。第一遊撃部隊はスマトラ島リンガ泊地からボルネオ島ブルネイへ移動する。鈴谷は戦艦武蔵より燃料補給を受け、10月22日8時30分に出撃した。
10月23日朝、パラワン島沖でアメリカ潜水艦「ダーター」、「デイス」に襲撃され、重巡洋艦「愛宕」、「摩耶」が沈没、重巡洋艦「高雄」が大破したが、「鈴谷」に被害はなかった。
10月24日、午前10時25分、第七戦隊の水上偵察機は空襲前に発進、サンホセへ向かった。直後、シブヤン海にて栗田艦隊はアメリカ軍機動部隊（第38任務部隊）艦載機の空襲を受け、第一遊撃部隊・第二部隊（第三戦隊《金剛、榛名》、第七戦隊《熊野、鈴谷、筑摩、利根》、第十戦隊《矢矧、浦風、浜風、磯風、雪風、野分、清霜》）は旗艦「金剛」を中心とする輪形陣を形成、鈴谷は金剛の右斜め後方2-3kmに配置された。一連の戦闘により「武蔵」が沈没し、損傷を受けた「妙高」、「浜風」、「清霜」が艦隊から離脱した。
10月25日朝、第一遊撃部隊はアメリカ軍護衛空母部隊と遭遇した（サマール島沖海戦）。午前7時20分頃、熊野に魚雷1本が命中し、艦隊から落伍した。白石司令官は筑摩と利根の指揮を一時的に筑摩艦長に預け、鈴谷への移乗を決定。
同時刻に鈴谷も空襲を受け、左舷後部に至近弾を受ける。推進器軸の屈曲と艦の震動により、最大発揮可能速力22ノット程度となった。鈴谷水雷長によれば、当時鈴谷は28ノットで敵方向へ突撃していたが司令官移乗の命令により止む無く熊野の傍へ引き返したという。
第七戦隊司令部は洋上に停止した熊野〜鈴谷間をカッターボートで移動し、8時30分以降鈴谷に中将旗を掲げた。熊野は単艦で戦場を離脱した。
鈴谷は単艦でアメリカ艦隊の方向へ進撃を開始した。約1時間後の9時30分に大型巡洋艦らしきものを発見。主砲40発を発射した。
米空母部隊追跡中止後の10時50分、鈴谷はアメリカ軍機約30機の攻撃を受け至近弾4発（左前方3発、右舷中央部1発）となった。右舷中央部への至近弾により、鈴谷の魚雷発射管室で火災が発生した。11時00-10分頃、一番発射管の魚雷が誘爆し艦中央部が大破、右舷への傾斜がはじまった。機関部への浸水もはじまり、航行不能となった。弾薬庫への注水を実施したものの、高角砲弾薬の誘爆もはじまり、手がつけられなくなる。
誘爆から約5分後、白石司令官は寺岡（鈴谷艦長）に対して総員退去準備を命じた。
この爆発は近くにいた3隻（羽黒、利根、矢矧）等にも目撃された。
11時5分、第十戦隊司令官木村進少将は駆逐艦雪風に鈴谷救援を命じた。
11時30分、駆逐艦沖波が警戒に加わった。
白石司令官は利根に移乗した。
司令官移乗中も鈴谷の火災はおさまらず、11時40分には左舷魚雷発射管と高角砲弾も誘爆した。白石司令官は沖波、雪風に鈴谷生存者・利根短艇乗員の救助収容を命じたが、雪風にはすでに十戦隊司令官より原隊復帰命令が出されており、浦風、磯風と合流して去っていた。沖波は波浪に悩まされながら鈴谷乗組員救助をおこなう。沈まない場合は雷撃処分も下令されていた。
13時20分、鈴谷は横転して沈没した。戦死90名、戦傷者69名、行方不明564名。沖波は空襲に悩まされつつ、六時間にわたり単艦で救助作業に従事。退避中も空襲を受け、鈴谷・利根乗組員は対空戦闘に協力。利根短艇乗員11名中4名が戦死した。鈴谷水上偵察機は1機が行方不明となり、10月28日の時点で2機が稼働状態にあった。鈴谷沈没時の戦闘詳報では、上空直衛のため「水上艦艇は水上戦闘機を搭載すべし」と提言している。
レイテ沖海戦後、アメリカ艦隊はサマール島東方面海域でアメリカ軍の生存者を捜索するが発見できず、漂流する鈴谷の生存者6名を救助した。
その後、鈴谷の生存者205名がマニラ防衛のため地上兵力に転用された。12月20日、鈴谷は帝国軍艦籍から除籍された。

## 歴代艦長
※『艦長たちの軍艦史』119-120頁、『日本海軍史』第9巻・第10巻の「将官履歴」に基づく。

### 艤装員長
1. 吉田庸光 大佐：1934年11月20日[27] - 1935年10月10日[32]
2. 吉田庸光 大佐：1936年3月6日[33] - 1936年12月1日[263]
3. 水崎正次郎 大佐：1936年12月1日[263] - 1937年7月10日[264]

### 艦長
1. 吉田庸光 大佐：1935年10月10日[32] - 1936年3月6日[33]

1. 水崎正次郎 大佐：1937年7月10日[264] - 1937年12月1日[265]
2. 柴田弥一郎 大佐：1937年12月1日[265] - 1938年11月15日[266]
3. 久保九次 大佐：1938年11月15日[266] - 1939年11月15日[267]
4. 高柳儀八 大佐：1939年11月15日[267] - 1940年10月15日[268]
5. 木村昌福 大佐：1940年10月15日[268] - 1942年11月24日[269]
6. 大野竹二 大佐：1942年11月24日[269] - 1943年9月4日[270]
7. 高橋雄次 大佐：1943年9月4日[270] - 1944年8月29日[271]
8. 寺岡正雄 大佐：1944年8月29日[271] - 1944年11月6日[272]

## 同型艦
- 最上 - 三隈 - 熊野